# Grades de l'armée estonienne

## Armée de terre
|  | Officiers généraux | Officiers généraux | Officiers généraux | Officiers généraux | Officiers | Officiers          | Officiers | Officiers | Officiers  | Officiers       | Officiers |
|  | ------------------ | ------------------ | ------------------ | ------------------ | --------- | ------------------ | --------- | --------- | ---------- | --------------- | --------- |
|  |                    |                    |                    |                    |           |                    |           |           |            |                 |           |
|  | Kindral            | Kindralleitnant    | Kindralmajor       | Brigaadikindral    | Kolonel   | Kolonelleitnant    | Major     | Kapten    | Leitnant   | Nooremleitnant  | Lipnik    |
|  | Général            | Lieutenant-général | Major-général      | Brigadier-général  | Colonel   | Lieutenant-colonel | Major     | Capitaine | Lieutenant | Sous-lieutenant | Enseigne  |

|  | Sous-officiers supérieurs | Sous-officiers supérieurs | Sous-officiers supérieurs | Sous-officiers supérieurs | Sous-officiers supérieurs | Sous-officiers subalternes | Sous-officiers subalternes | Sous-officiers subalternes | Troupe   | Troupe  |
|  | ------------------------- | ------------------------- | ------------------------- | ------------------------- | ------------------------- | -------------------------- | -------------------------- | -------------------------- | -------- | ------- |
|  |                           |                           |                           |                           |                           |                            |                            |                            |          |         |
|  | Ülemveebel                | Staabiveebel              | Vanemveebel               | Veebel                    | Nooremveebel              | Vanemseersant              | Seersant                   | Nooremseersant             | Kapral   | Reamees |
|  | Adjudant-major            | Adjudant d'état-major     | Adjudant-chef             | Adjudant                  | Sergent-major             | Sergent-chef               | Sergent                    | Caporal                    | Appointé | Soldat  |

## Armée de l'air
|  | Officiers généraux | Officiers généraux | Officiers généraux | Officiers généraux | Officiers | Officiers          | Officiers | Officiers | Officiers  | Officiers       | Officiers |
|  | ------------------ | ------------------ | ------------------ | ------------------ | --------- | ------------------ | --------- | --------- | ---------- | --------------- | --------- |
|  |                    |                    |                    |                    |           |                    |           |           |            |                 |           |
|  | Kindral            | Kindralleitnant    | Kindralmajor       | Brigaadikindral    | Kolonel   | Kolonelleitnant    | Major     | Kapten    | Leitnant   | Nooremleitnant  | Lipnik    |
|  | Général            | Lieutenant-général | Major-général      | Brigadier-général  | Colonel   | Lieutenant-colonel | Major     | Capitaine | Lieutenant | Sous-lieutenant | Enseigne  |

|  | Sous-officiers supérieurs | Sous-officiers supérieurs | Sous-officiers supérieurs | Sous-officiers supérieurs | Sous-officiers supérieurs | Sous-officiers subalternes | Sous-officiers subalternes | Sous-officiers subalternes | Troupe   | Troupe  |
|  | ------------------------- | ------------------------- | ------------------------- | ------------------------- | ------------------------- | -------------------------- | -------------------------- | -------------------------- | -------- | ------- |
|  |                           |                           |                           |                           |                           |                            |                            |                            |          |         |
|  | Ülemveebel                | Staabiveebel              | Vanemveebel               | Veebel                    | Nooremveebel              | Vanemseersant              | Seersant                   | Nooremseersant             | Kapral   | Reamees |
|  | Adjudant-major            | Adjudant d'état-major     | Adjudant-chef             | Adjudant                  | Sergent-major             | Sergent-chef               | Sergent                    | Caporal                    | Appointé | Soldat  |

## Kaitseliit
Insignes fonctionnelle de Kaitseliit, organisation volontaire de défense estonienne.

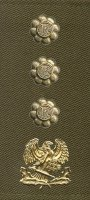
Kaitseliidu ülem Commandant
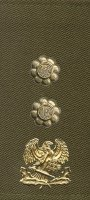
Kaitseliidu Peastaabi ülem Chef d'état major
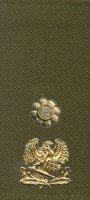
Kaitseliidu maleva pealik Chef de malev
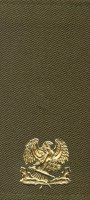
Vanematekogu liige Membre de conseil
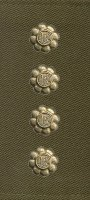
Maleva vaneminstruktor Instructeur en chef
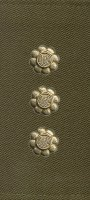
Malevkonna pealik Chef de malevkonna
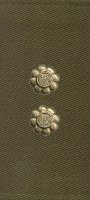
Kompanii pealik Chef de compagnie
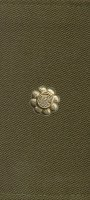
Rühma pealik Chef de section
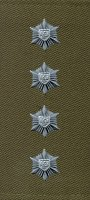
Rühmapealik eriüksustes Chef de section spéciale
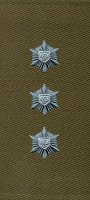
Rühmapealiku abi Adjoint au chef de section
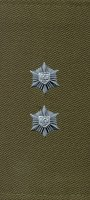
Jaopealik Chef de groupe
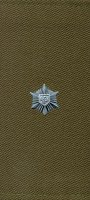
Jaopealiku abi Adjoint au chef de groupe